# Ozegna
Ozegna là một đô thị ở tỉnh Torino trong vùng Piedmont, có vị trí cách khoảng 30 km về phía bắc của Torino, nước Ý. Tại thời điểm ngày 31 tháng 12 năm 2004, đô thị này có dân số 1.192 người và diện tích là 5,5 km².
Ozegna giáp các đô thị: Castellamonte, Bairo, Agliè, San Giorgio Canavese, Rivarolo Canavese, và Ciconio.